# Spokojenost zaručena
Spokojenost zaručena (jiným názvem Spokojenost zajištěna, anglicky „Satisfaction Guaranteed“) je vědeckofantastická povídka spisovatele Isaaca Asimova, která vyšla poprvé v dubnu 1951 v časopise Amazing Stories. Byla následně zařazena např. do sbírek Earth Is Room Enough (1957), The Rest of the Robots (1964) a The Complete Robot (1982). Česky vyšla např. ve sbírce Robohistorie II. (2004).

## Postavy
- Claire Belmontová - manželka Larryho
- Larry Belmont - zaměstnanec AKRaML a manžel Claire
- TN3 „Tony“ - humanoidní robot
- Susan Calvinová - hlavní robopsycholožka firmy Americká korporace robotů a mechanických lidí (AKRaML)
- Peter Bogert - vedoucí výzkumu u AKRaML
- Gladys Claffernová

## Děj
Robot TN3 pojmenovaný jako Tony byl vyvinut, aby sloužil v domácnosti. Tímto typem chce prolomit firma AKRaML nedůvěru lidí v roboty a přimět je k akceptování spolehlivého služebníka. Tony je na třítýdenní zkoušce v rodině Larryho Belmonta, jednoho z vedoucích zaměstnanců robotické společnosti. Jeho stydlivá žena Claire se TN3 nejprve děsí, ale časem si k němu vypěstuje vztah. Robot zastane všechny domácí práce (pracuje potichu i v noci) a navíc Claire zvedá sebevědomí. Claire se do Tonyho nakonec zamiluje a je nešťastná z toho, že se musí vrátit do laboratoře. Tato série robotů musí být přebudována, neboť firma se domnívá, že by nebylo ideální vyrábět roboty, kteří by ženám „lámali srdce“.

## Česká vydání
Česky vyšla povídka v následujících sbírkách nebo antologiích:
Pod názvem Spokojenost zaručena:
- Autor! Autor! (Polaris, 1998)

Pod názvem Spokojenost zajištěna:
- Robohistorie II. (Triton, 2004)[1]

## Adaptace
- Příběh byl adaptován do podoby televizní epizody seriálu Out of the Unknown, kterou vysílala stanice BBC. Roli Claire ztvárnila britská herečka Wendy Craig.[2]